# Lasioglossum argutum
Lasioglossum argutum är en biart som beskrevs av Mcginley 1986. Lasioglossum argutum ingår i släktet smalbin, och familjen vägbin. Inga underarter finns listade i Catalogue of Life.